# Xavier Prats Monné

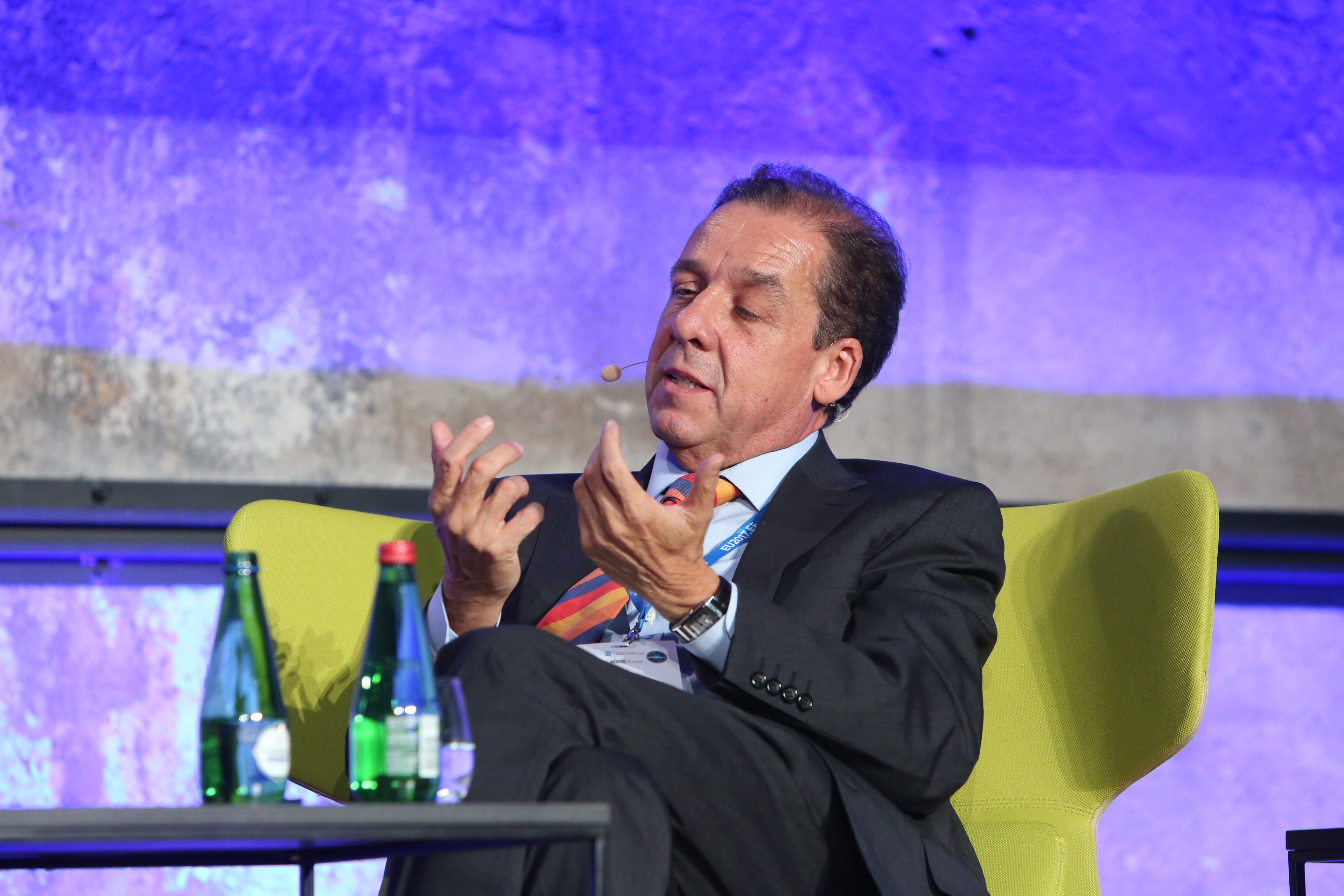
Xavier Prats Monné

Xavier Prats Monné (* 1956 in Tarragona) ist ein ehemaliger spanischer EU-Beamter und war von 2014 bis 2018 Generaldirektor in mehreren Generaldirektionen der Europäischen Union.
Xavier Prats Monné besuchte die Schule in Rom. Er studierte Soziologie an der Madrider Universidad Complutense, Entwicklungshilfe am International Centre for Advanced Mediterranean Agronomic Studies (CIHEAM) in Paris und Europäische Studien am College of Europe in Brügge, dort mit Abschluss 1982. Dort war er anschließend Assistenzprofessor.
Er trat dann in den Dienst der Europäischen Kommission und war in verschiedenen Generaldirektionen tätig. Von August 2014 bis 2015 leitete er als Generaldirektor die Generaldirektion Bildung und Kultur, dann ab 2015 bis zu seinem Ruhestand am 30. September 2018 die Generaldirektion Gesundheit und Lebensmittelsicherheit (DG SANTE).